# گلگیر پانتون

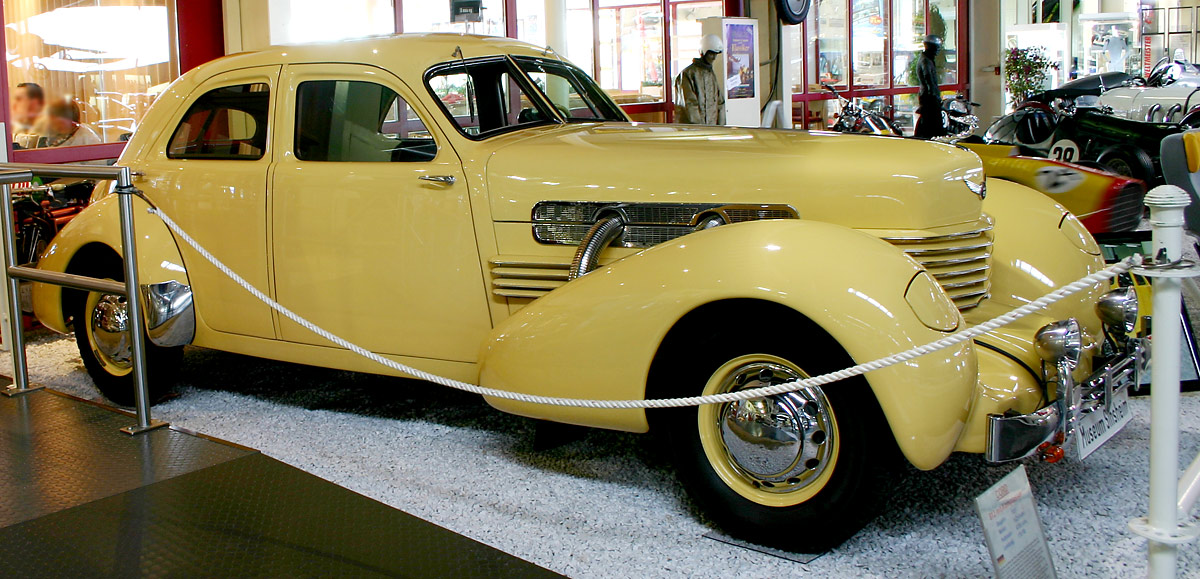
خودرو کورد ۸۱۲ مدل ۱۹۳۷ با گلگیرهای پانتون.

گِلگیر پانتون (به انگلیسی: Pontoon fender) نوعی گلگیر برجسته در وسائل نقلیه یا شناورها است.
در شکل اصلی خود، گلگیرهای پانتونی که در دهه ۱۹۳۰ در ایالات متحده ساخته شدند گلگیرهایی بالاپریده‌ای در چرخ جلو هستند که بالای چرخ را می‌پوشاند و بخش جلوی آن در نقطه‌ای تمام می‌شود. این نقطهٔ تقریباً نوک‌تیز پایانی با بدنهٔ خودرو تماس ندارد.